# Black Lamp
Black Lamp è un videogioco a piattaforme pubblicato nel 1988 per Amiga, Atari ST, Commodore 64 e ZX Spectrum dalla Firebird. Nel 1989 una conversione per Atari 8-bit fu pubblicata dalla Atari UK. La versione prevista per Amstrad CPC non risulta uscita.
L'ambientazione è fantasy medievale e si impersona un giullare che deve esplorare uno scenario intricato e combattere con dinamiche sparatutto.

## Trama
Secondo il prologo raccontato nel manuale, Jolly Jack è il giullare del re di Allegoria. Si crede che la prosperità di Allegoria sia dovuta a una serie di lanterne magiche facenti parte del tesoro reale, la più importante delle quali è la lanterna nera (Black Lamp). Da quando le lanterne sono state rubate, si dice per opera dei draghi, il reame è infatti flagellato da strane creature e animali divenuti ostili.
Nel frattempo Jack è innamorato della principessa Grizelda e ricambiato, ma il re non acconsentirebbe mai a una tale unione. Grizelda tuttavia convince il re a concedere a Jack la sua mano se andrà a caccia dei draghi e riporterà le lanterne. Jack accetta grazie all'aiuto dello stregone reale, che gli dà la capacità di sparare proiettili magici dalla fibbia della sua cintura.

## Modalità di gioco
Black Lamp si svolge in un labirinto da esplorare, composto da luoghi bidimensionali con visuale di lato. I luoghi al chiuso sono castelli e edifici civili e si suddividono in stanze a schermata singola. Gli esterni sono strade del villaggio, percorsi lungo le mura del castello e boschi, e sono a scorrimento orizzontale in ambo i sensi (escluso lo ZX Spectrum, dove anche gli esterni sono a schermi singoli).
I collegamenti tra luoghi possono essere passaggi alle estremità laterali oppure porte in direzione perpendicolare allo schermo. Queste ultime sono visibili sullo sfondo quando danno verso l'interno, mentre sono indicate da due piccoli marcatori in basso quando danno verso lo spettatore.
Soprattutto nelle stanze al chiuso, sono presenti soppalchi, mobili e barili che fanno da piattaforme, e scale, sia diagonali a gradini sia verticali a pioli.
Lo scopo del gioco è recuperare 9 lanterne di diversi colori che si trovano sparse per lo scenario. Le lanterne si possono raccogliere e trasportare solo una alla volta, e devono essere riportate in uno qualsiasi dei 20 forzieri sparsi per lo scenario, che hanno l'aspetto di armadi con 9 scompartimenti.
Il giullare può camminare a destra e sinistra, impiegando un istante per ruotare quando cambia direzione. Può saltare e può salire le scale in diagonale o verticale. È armato di proiettili magici che spara in orizzontale dalla cintura. Per usare le scale verticali e le porte frontali bisogna prima posizionarsi precisamente e far voltare il personaggio verso avanti o dietro, un sistema che può risultare poco agevole.
Si hanno diverse vite e una barra di energia vitale per ciascuna.
In tutti i luoghi arrivano, senza mai esaurirsi, nemici di vario genere, a terra o in volo. La maggior parte di essi può attaccare a distanza con proiettili. Ci sono animali, streghe, goblin e altre creature, fino ai più temibili draghi. Solo i draghi si trovano in luoghi stabili e non ricompaiono una volta eliminati; uno di essi lascia la lanterna nera quando viene ucciso.
Anche le cadute da altezze eccessive sono dannose per il giullare.
Si possono raccogliere power-up per recupero energia, temporanea invincibilità, immunità alle cadute, o arma più potente in quantità limitata.
Le posizioni di lanterne e oggetti, così come il punto di partenza del giocatore, cambiano da una partita all'altra. Se si completa il gioco, si può ricominciare a un livello di difficoltà più alto, anche con più di una lanterna nera da trovare.

## Colonna sonora
Tutte le versioni sono dotate di colonna sonora (su ZX Spectrum solo con 128k di RAM), ma con motivi differenti. Su Commodore 64 è anche l'unica opzione per l'audio, dato che mancano del tutto gli effetti sonori. Su Amiga, Atari ST e Atari 8-bit il tema musicale in partita è un adattamento di Fred Gray di Greensleeves, mentre su Commodore 64 e ZX Spectrum 128k c'è un brano originale di Tim Follin e Greensleeves si sente solo marginalmente. Il tema introduttivo su Amiga e Atari ST è basato su Elizabethan Serenade. Su Commodore 64 nella schermata dei punteggi è presente un adattamento di Bourée.

## Sviluppo
Black Lamp venne sviluppato inizialmente per Atari ST da Graham P. Everett (detto Kenny Everett) e Steve Cain, ex membri dell'azienda britannica Denton Designs e allora conosciuti nell'ambito dell'Atari ST per lo sviluppo del precedente successo Star Trek: The Rebel Universe.
La conversione Amiga, sostanzialmente identica, è accreditata alle stesse persone, mentre quelle a 8 bit si devono ad autori differenti.

## Accoglienza
Black Lamp venne di solito accolto positivamente dalla critica europea dei suoi tempi, in tutte le versioni. Il formato generale poteva risultare poco originale, ma la realizzazione era comunque buona. Come possibile difetto veniva spesso evidenziata la difficoltà elevata. Il personaggio subisce un intenso fuoco nemico e per schivare i proiettili non ha la possibilità di abbassarsi, e di solito nemmeno saltare è d'aiuto.